# Xiaomi 14T
Xiaomi 14T та Xiaomi 14T Pro — смартфони, розроблені компанією Xiaomi. Були представлені 26 вересня 2024 року.
19 липня 2024 року в Китаї разом із Xiaomi MIX Fold 4 та Xiaom MIX Flip був представлений Redmi K70 Ultra, що відрізняється від Xiaomi 14T Pro дизайном, більшою кількістю оперативної пам'яті в максимальній конфігурації, відсутністю підтримки бездротового заряджання та простішим набором камер.

## Дизайн

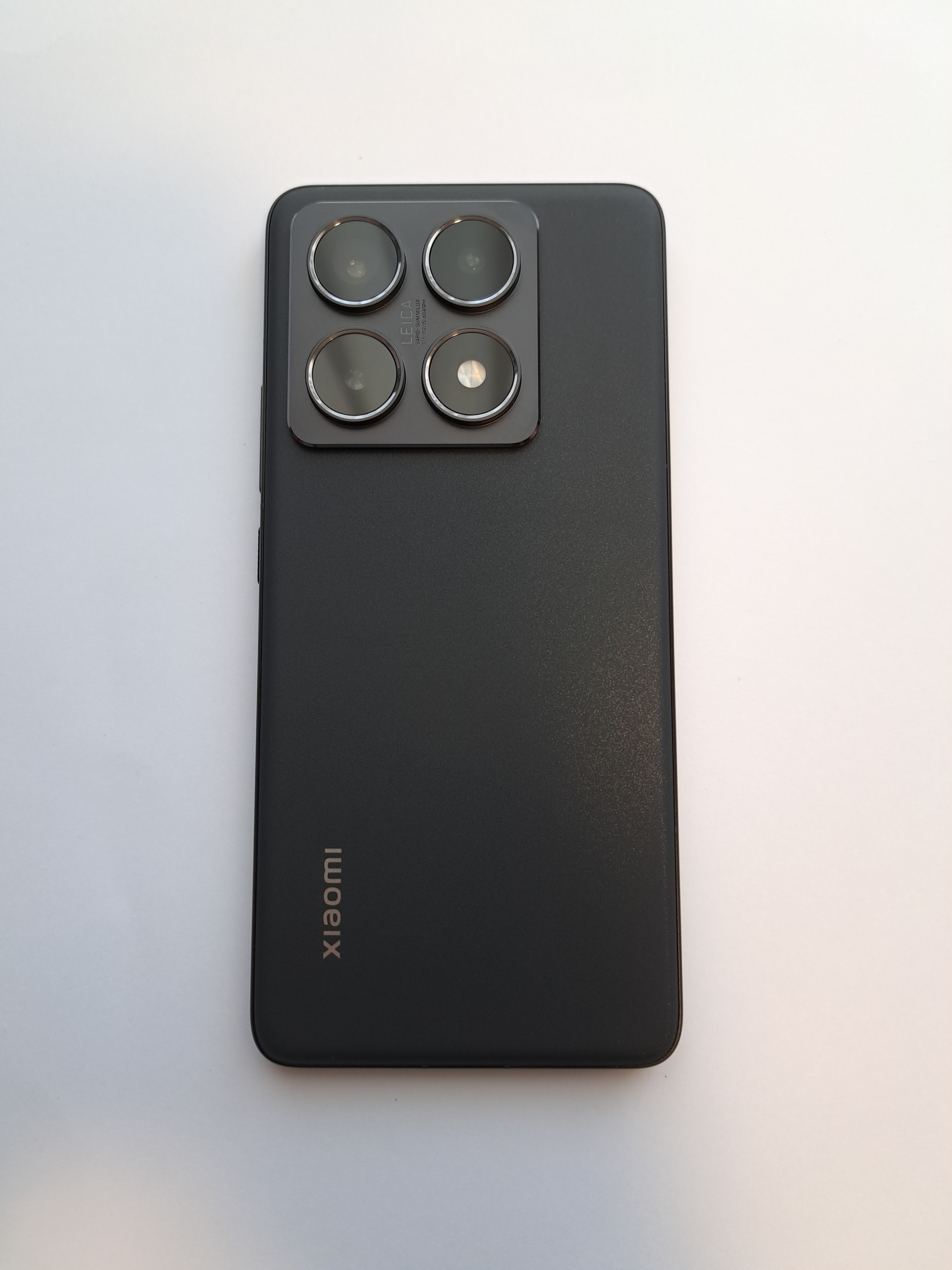
Задня панель Xiaomi 14T Pro в кольорі Titan Black

Передня панель виконана зі скла Corning Gorilla Glass 5, а задня панель — зі скла Panda X або поліуретану у варіанті Lemon Green Xiaomi 14T. Рамка Xiaomi 14T виконана з пластику, а Xiaomi 14T Pro та Redmi K70 Ultra — з алюмінію. Також смартфони мають захист від води та пилу по стандарту IP68.
Дизайн острівця камер в лінійці Xiaomi 14T подібний за формою до острівця камер Xiaomi 14, але його колір відповідає кольору задньої панелі, а самі об'єктиви випирають над острівцем подібно до Redmi K70. Натомість в Redmi K70 Ultra острівець камери виглядає подібно до лінійки Redmi K70, але з квадратною формою об'єктивів.
Знизу розміщені слот під 2 SIM-картки, мікрофон, роз'єм USB-C та динамік, зверху — ІЧ-порт та два додаткові мікрофони, а справа — гойдалка регулювання гучності та кнопка блокування з ребристою поверхнею.
Смартфони були доступні в наступних кольорах:
| Xiaomi 14T | Xiaomi 14T  | Xiaomi 14T Pro | Xiaomi 14T Pro | Redmi K70 Ultra | Redmi K70 Ultra |
| Колір      | Назва       | Колір          | Назва          | Колір           | Назва           |
| ---------- | ----------- | -------------- | -------------- | --------------- | --------------- |
|            | Titan Black |                | Titan Black    |                 | Ink Feather     |
|            | Titan Gray  |                | Titan Gray     |                 | Clear Snow      |
|            | Titan Blue  |                | Titan Blue     |                 | Ceramic Glaze   |
|            | Lemon Green |                |                |                 |                 |

## Технічні характеристики

### Апаратне забезпечення

#### Платформа
Xiaomi 14T отримав систему на кристалі MediaTek Dimensity 8300 Ultra з графічним процесором Mali-G615 MC6, а Xiaomi 14T Pro та Redmi K70 Ultra — Dimensity 9300+ з Immortalis-G720 MC12.

#### Батарея
Батарея Xiaomi 14T та Xiaomi 14T Pro отримала об'єм 5000 мА·год, а Redmi K70 Ultra — 5500 мА·год.
Xiaomi 14T має підтримку швидкого дротового заряджання потужністю до 67 Вт, а Xiaomi 14T Pro та Redmi K70 Ultra — до 120 Вт. На додаток, Xiaomi 14T Pro також має підтримку швидкого бездротового заряджання потужністю до 50 Вт В певних регіонах лінійка Xiaomi 14T поставляється без зарядного пристрою в комплекті.

#### Камера
Смартфони отримали основну потрійну камеру. В Xiaomi 14T набір основних камер включає ширококутний об'єктив Sony IMX906 на 50 Мп з діафрагмою f/1.7, фазовим автофокусом та оптичною стабілізацією зображення, телеоб'єктив Samsung ISOCELL JN1 на 50 Мп з діафрагмою f/1.9, 2-кратним оптичним зумом і фазовим автофокусом та надширококутний об'єктив OmniVision OV13B на 12 Мп з діафрагмою f/2.2, в Xiaomi 14T Pro — ширококутний об'єктив LightFusion 900 (на базі Omnivision OV50H) на 50 Мп з діафрагмою f/1.6, фазовим автофокусом та оптичною стабілізацією зображення, телеоб'єктив Samsung ISOCELL JN1 на 50 Мп з діафрагмою f/2.0, 2,6-кратним оптичним зумом і фазовим автофокусом та надширококутний об'єктив OmniVision OV13B на 12 Мп з діафрагмою f/2.2, а в Redmi K70 Ultra — ширококутний об'єктив Sony IMX906 на 50 Мп з діафрагмою f/1.7, фазовим автофокусом та оптичною стабілізацією зображення, надширококутний об'єктив на 8 Мп з кутом огляду 119° та макрооб'єктив на 2 Мп з діафрагмою f/2.4. Основна камера Xiaomi 14T вміє записувати відео в роздільній здатності 4K@60fps, а Xiaomi 14T Pro та Redmi K70 Ultra — 8K@30fps.
Також в камерах Xiaomi 14T використовується оптика Leica Vario-Summilux 1:1.7-2.2/15-50 ASPH, а в Xiaomi 14T Pro — Vario-Summilux 1:1.6-2.2/15-60 ASPH
Xiaomi 14T та Xiaomi 14T Pro отримали ширококутну передню камеру Samsung ISOCELL KN1 на 32 Мп з діафрагмою f/2.0 і можливістю запису відео в роздільній здатності 4K@30fps, а Redmi K70 Ultra — ширококутну передню камеру на 20 Мп з можливістю запису відео в роздільній здатності 1080p@30fps.

#### Екран
Всі три моделі отримали 6,67-дюймовий екран типу AMOLED з роздільною здатністю 2712 × 1220, щільністю пікселів 446 ppi, співвідношенням сторін 20:9, підтримкою частоти оновлення 144 Гц, Dolby Vision, HDR10+, круглим вирізом під фронтальну камеру, розташованим в центрі, та вбудованим під нього оптичним сканером відбитків пальців.

#### Звук
Смартфони отримали стереодинаміки, де роль другого динаміка виконує розмовний динамік. Також присутня підтримка Dolby Atmos.

#### Пам'ять
Xiaomi 14T доступний в конфігураціях 12 ГБ/256 ГБ, 12 ГБ/512 ГБ та 16 ГБ/512 ГБ, Xiaomi 14T Pro — 12 ГБ/256 ГБ, 12 ГБ/512 ГБ, 16 ГБ/512 ГБ та 16 ГБ/1 ТБ, а Redmi K70 Ultra — 12 ГБ/256 ГБ, 12 ГБ/512 ГБ, 16 ГБ/512 ГБ, 16 ГБ/1 ТБ та 24 ГБ/1 ТБ. Всі 3 моделі використовують оперативну пам'ять типу LPDDR5X і пам'ять постійного зберігання типу UFS 4.0.

### Програмне забезпечення
Смартфони були випущені з Xiaomi HyperOS на базі Android 14 і пізніше були оновлені до Xiaomi HyperOS 2 на базі Android 15. Смартфони отримають 4 оновлення Android і 5 років оновлення системи безпеки.

## Redmi K70 Ultra Champion Edition
Redmi K70 Ultra Champion Edition — спеціальне видання Redmi K70 Ultra, розроблене в співпраці із Automobili Lamborghini подібно до Redmi K70 Pro Automobili Lamborghini SQUADRA CORSE. Дизайн цього видання надихається Lamborghini Huracán Super Trofeo EVO2 і відрізняється від стандартного Redmi K70 Ultra формою острівця камери, двотонним кольором з верхньою частиною чорного кольору і карбоновою текстурою та нижньою зеленою або помаранчевою, розміщенням написів на острівці камери та логотипом Automobili Lamborghini. Пристрій продавався тільки в конфігурації 24 ГБ/1 ТБ за ціною ¥3999.

## Рецензії

### Xiaomi 14T
Оглядач з ITC.ua поставив Xiaomi 14T 8.1 балів із 10. До переваг оглядач відніс дизайн, захист по стандарту IP68, присутність стереозвуку, якісний AMOLED-екран із частотою оновлення 144 Гц, потужний та відносно холодний чипсет, камери, фішки з ШІ, автономність, швидку зарядку та присутність в комплекті захисної плівки та непрозорого чохла. До недоліків він відніс пластикову рамку, відсутність блока живлення в комплекті та бездротової зарядки і велику кількість фірмових застосунків та сервісів.